# Agnieten College
Het Agnieten College is de naam van drie christelijke middelbare scholengemeenschappen in Nieuwleusen, Wezep en Zwartsluis. De scholen zijn onderdeel van de Landstede Groep.
De scholen zijn vernoemd naar de vroegere priorij de Agnietenberg in Zwolle, waar Thomas a Kempis zijn De imitatione Christi (in de Nederlandstalige uitgave '(Over) de Navolging van Christus' getiteld) schreef. De Agnietenberg ontleende haar naam aan Sint-Agnes. 